# Adam Łubkowski
Adam Łubkowski herbu Bończa (ur. 10 października 1895 w Porzeczu Zadwórnem, zm. 10 września 1974 w Londynie) – podpułkownik kawalerii Wojska Polskiego, kawaler Orderu Virtuti Militari.

## Życiorys
Urodził się 10 października 1895 w Porzeczu Zadwórnem, w ówczesnym powiecie rudeckim Królestwa Galicji i Lodomerii, w rodzinie Juliusza i Seweryny z Pawlikowskich. Był bratem Zygmunta (ur. 21 października 1893), porucznika rezerwy 24 pal, odznaczonego Krzyżem Niepodległości, ziemianina w Pantalowicach i Juliusza (ur. 13 grudnia 1896 w Porzeczu), porucznika rezerwy 12 pal, administratora dóbr Hnizdyczów, odznaczonego Medalem Niepodległości. Wszyscy bracia byli uczniami Zakładu Naukowo-Wychowawczego Ojców Jezuitów w Bąkowicach pod Chyrowem: Zygmunt złożył maturę w 1911, Adam dwa lata później, a Juliusz w 1914. W 1934 Zygmunt był członkiem Związku byłych Chyrowiaków.
W czasie I wojny światowej Adam razem z Juljuszem walczył w szeregach cesarskiej i królewskiej Armii, natomiast Zygmunt od 1914 w Legionach Polskich. Oddziałem macierzystym Adama był c. i k. Pułk Ułanów Nr 1, a Juljusza c. i k. Pułk Artylerii Polowej Nr 130. Adam awansował na porucznika ze starszeństwem z 1 stycznia 1916, a na stopień nadporucznika ze starszeństwem z 1 lutego 1918 w korpusie oficerów rezerwy kawalerii. Juliusz został mianowany porucznikiem ze starszeństwem z 1 lutego 1917 w korpusie oficerów rezerwy artylerii polowej i górskiej oraz odznaczony Srebrnym Medalem Waleczności 2. klasy i Krzyżem Wojskowym Karola.
W czasie wojny z bolszewikami Adam walczył w szeregach 8 Pułku Ułanów. 8 czerwca 1920 został ranny w bitwie pod Wernyhorodkiem. 
Po zakończeniu działań wojennych pozostał w macierzystym pułku jako żołnierz zawodowy. 3 maja 1922 został zweryfikowany w stopniu rotmistrza ze starszeństwem z 1 czerwca 1919 i 233. lokatą w korpusie oficerów jazdy (od 1924 – kawalerii). W 1923 był już w rezerwie z przydziałem do 3 Pułku Strzelców Konnych w Wołkowysku. W następnym roku został przydzielony w rezerwie do 8 Pułku Ułanów w Krakowie. W 1934, jako oficer rezerwy 8 puł. pozostawał w ewidencji Powiatowej Komendy Uzupełnień Pułtusk. Na stopień majora został mianowany ze starszeństwem z 19 marca 1939 i 19. lokatą w korpusie oficerów rezerwy kawalerii. 2 marca 1936 i 9 maja 1938 Komitet Krzyża i Medalu Niepodległości odrzucił wniosek o przyznanie mu tego odznaczenia „z powodu braku pracy niepodległościowej”. Był wówczas rolnikiem zamieszkałym w Kościeszy, poczta Gąsocin.
Latem 1944 pełnił służbę w 1 Dywizji Pancernej na stanowisku dowódcy plutonu prasowo-oświatowego.
26 czerwca 1967 otrzymał brytyjskie obywatelstwo. Pracował wówczas jako pracownik socjalny i mieszkał w Londynie przy Birkbeck Grove 15, Chiswick. Zmarł 10 września 1974. Został pochowany na Cmentarzu South Ealing w Londynie.
10 stycznia 1922 ożenił się z Zofią z Orzechowskich (1902–1978), z którą miał troje dzieci: Ewę (ur. 8 maja 1923), Jerzego (ur. 24 czerwca 1924) i Barbarę (ur. 10 sierpnia 1928).
Brat Zygmunt został docentem w Zakładzie Fizjologii Roślin PAN. Zmarł 18 września 1984. Brat Juliusz zmarł 21 stycznia 1988. Obaj bracia zostali pochowani na Cmentarzu Rakowickim w Krakowie.

## Ordery i odznaczenia
- Krzyż Srebrny Orderu Wojskowego Virtuti Militari nr 4225[2][28][29]
- Krzyż Walecznych nr 18604[30][3]
- Srebrny Medal Zasługi Wojskowej z mieczami na wstążce Krzyża Zasługi Wojskowej[12]
- Brązowy Medal Zasługi Wojskowej z mieczami na wstążce Krzyża Zasługi Wojskowej[12]
- Krzyż Wojskowy Karola[12]